# George Combe

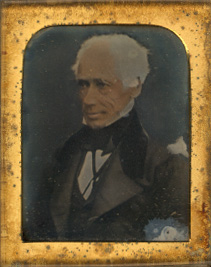
Retrato de George Combe

George Combe (21 de octubre de 1788 - 14 de agosto de 1858), hermano de Andrew Combe, fue un escritor especialista en frenología y educación. Nació en Edimburgo, ciudad en la que ejerció la abogacía durante un tiempo. Más tarde, se dedicó a la promoción de la frenología y a sus opiniones sobre pedagogía, lo que le llevó a fundar una escuela en el año 1848. Su principal trabajo fue el libro The Constitution of Man (La Constitución del hombre) (1828).
Después de finalizar sus estudios en la escuela superior de Edimburgo y su universidad, Combe se dedicó a trabajar con un bufete de abogados en 1804, si bien en 1812 se estableció por su propia cuenta. En 1815 la revista Edinburgh Rewiew expuso un artículo sobre craneología de Franz Joseph Gall y K. Spurzheim que fue denunciado como «una pieza de profunda charlatanería de principio a fin». Combe, como otros, se burló de lo que según él era absurdo en ese artículo sobre una nueva teoría del cerebro y pensó que esa teoría tenía que acabar finalmente echada por tierra. Cuando Spurzheim dio una conferencia en Edimburgo con vistas a defender su teoría, Combe consideró que ese asunto ya no merecía más su atención.
Fue invitado a casa de un amigo donde vio a Spurzheim diseccionando el cerebro, quedándose impresionado con la demostración. Investigando el tema por su cuenta, se quedó satisfecho al comprobar que los principios fundamentales de la frenología eran ciertos: "El cerebro es el órgano del pensamiento. El cerebro está compuesto de varias partes, cada una de ellas acoge a una facultad mental distinta; y el tamaño del cerebro es un exponente del poder de su funcionamiento."
En 1817 se publicó su primer ensayo sobre frenología en la revista Scots Magazine y una serie de escritos sobre el mismo tema aparecieron después en Literary and Statistical Magazine. Todo ello fue recopilado y posteriormente publicado en 1819 en el libro Essays on Phrenology (Ensayos sobre frenología), aunque en posteriores ediciones cambió su nombre por A System of Phrenology (Un sistema frenológico). En 1820 ayudó a fundar la sociedad frenológica, la cual en 1823 empezó a editar una publicación especializada.
Sus libros y escritos atrajeron la atención al público europeo y estadounidenses. Al hilo de estos, Combe mantuvo un largo debate con William Hamilton entre 1827 y 1828 que fue de gran interés público.
Su obra más popular, The constitution of Man (en castellano La constitución del hombre) fue publicada en 1828, levantando en algunos sectores protestas por materialista y atea. En ese tiempo, su único punto de vista consistía en los dictámenes de la frenología. Dedicó su tiempo, trabajo y dinero también para ayudar a las clases bajas a disponer de una educación de calidad, estableciendo incluso la primera escuela infantil en Edimburgo e inició lecturas nocturnas para adultos sobre química, historia, fisiología y sobre todo filosofía. También estudió casos criminales e intentó solucionar los problemas en cuanto a reforma y castigo de los culpables.
En 1836 se ofreció para ser candidato a la cátedra de Lógica de la universidad de Edimburgo, aunque le fue denegada en favor de William Hamilton. En 1838 visitó Estados Unidos, donde impartió clases sobre criminales. A su vuelta en 1840, publicó Filosofía Moral y siguió publicando posteriormente sus apuntes en los Estados Unidos.
La culminación de sus pensamientos y experiencias religiosas en su vida las reunió en su obra On the Relation between Science and Religion (traducido al castellano: Sobre la relación entre ciencia y religión), primeramente publicada en 1857. Le encargaron revisar la novena edición de The Constitution of Man cuando murió, en Moor Park, Farmham.
En 1842 redactó en alemán un conjunto de veintidós escritos sobre frenología en la universidad Ruprecht Karl de Heidelberg. También viajó mucho por toda Europa, enseñando en escuelas, prisiones y asilos su teoría. La crisis comercial de 1855 originó su notable folleto The Currency Question (La cuestión monetaria) en 1858.
Se casó en 1833 con Cecilia Siddons, la hija de la actriz Sarah Siddons.